# Skeireins

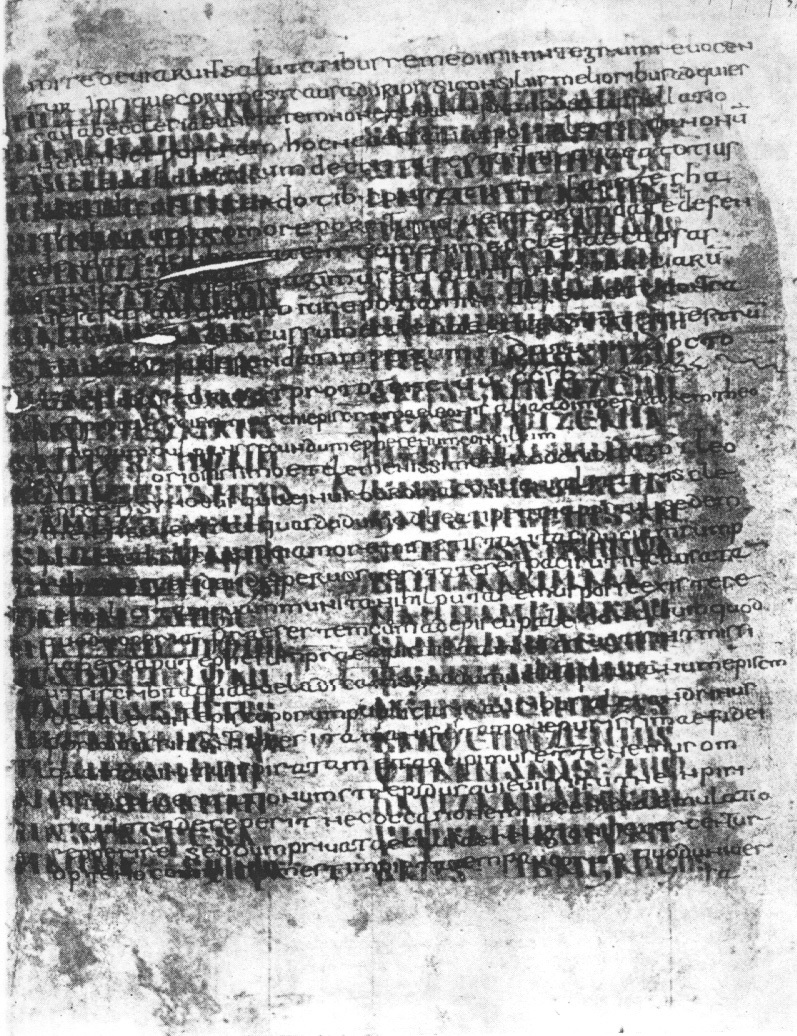
Le Codex Vaticanus latinus, 5750, manuscrit comportant des fragments de commentaires en gotique.

La skeireins (prononciation : [ˈskiːʀiːns], en gotique : 𐍃𐌺𐌴𐌹𐍂𐌴𐌹𐌽𐍃) est le nom donné à un document manuscrit en langue gotique, le plus important après la Bible de Wulfila.
Il s'agit d'un palimpseste, un parchemin réutilisé, où a été noté un commentaire sur l'Évangile selon Jean de la Bible de Wulfila, sur huit feuilles de parchemin qui ont été réemployées par la suite pour constituer un codex en latin (le Codex Ambrosianus E et le Codex Vaticanus Latinus 5750).
Le titre d'origine du texte en gotique n'est pas connu ; le nom actuel a été donné par le philologue Hans Ferdinand Massmann (en), c'est un emprunt au gotique skeireins qui signifie « explication », en fait la forme abréviée de skeireins aiwaggeljons þairh Iohannen, « Explication de l'Évangile selon Jean ».
L'origine du document est discutée, on ignore s'il s'agit d'une traduction du grec ou du latin, ou d'un travail de commentaire rédigé en gotique.